# Gustaw Fierla
Gustaw Fierla (ur. 18 lipca 1896 w Lutyni Polskiej, zm. 21 listopada 1981 w Czeskim Cieszynie) – polski artysta malarz, nauczyciel gimnazjalny, folklorysta, działacz społeczny i turystyczny, związany ze Śląskiem Cieszyńskim, a głównie z Zaolziem.

## Życiorys
Ukończył polskie gimnazjum realne w Orłowej, a następnie studia na Akademii Sztuk Pięknych w Krakowie, gdzie był uczniem m.in. Józefa Mehoffera i Stanisława Dębickiego. W 1927 podjął pracę w swym byłym gimnazjum w Orłowej, gdzie został nauczycielem rysunków. Pracował tam aż do 1955. Uczył m.in. malarkę Zofię Wanok. Był działaczem Macierzy Szkolnej, w której pełnił m.in. funkcje kierownika Sekcji Muzealnej Zarządu Głównego Macierzy, a następnie pierwszego kustosza Muzeum Macierzy. Wraz z Karolem Piegzą zorganizował pierwszą wystawę malarską na Zaolziu. Projektował oprawę plastyczną wystaw Macierzy Szkolnej w 1926 i 1936 oraz ekspozycji zaolziańskiej na Powszechnej Wystawie Krajowej w Poznaniu w 1929. Działał również w Śląskim Związku Literacko-Artystycznym i w Sekcji Krajoznawczej Oddziału PTT „Beskid Śląski” w Cieszynie, zaś po II wojnie w Sekcji Literacko-Artystycznej Zarządu Głównego Polskiego Związku Kulturalno-Oświatowego w Czechosłowacji.
Jako malarz, związany głównie z nurtem impresjonistycznym, stworzył ponad 400 obrazów olejnych. Ich tematami były głównie pejzaże, martwe natury i kwiaty. Wystawiał swe prace na ponad 20 wystawach indywidualnych.
Jako folklorysta położył znaczne zasługi na polu dokumentowania kultury materialnej Śląska Cieszyńskiego. Był m.in. autorem opracowań Strój Lachów Śląskich (Wrocław 1969), Strój cieszyński (Czeski Cieszyn 1977) oraz wielu artykułów poświęconych kulturze i sztuce ludowej na łamach „Zwrotu” i innych wydawnictw.